# Пьяццоле
Пьяццоле (фр. Piazzole, корс. E Piazzole) — коммуна во Франции, находится в регионе Корсика. Департамент коммуны — Верхняя Корсика. Входит в состав кантона Кастаньичча. Округ коммуны — Корте.
Код INSEE коммуны — 2B217.

## Население
Население коммуны на 2008 год составляло 44 человека.
| 1962 | 1968 | 1975 | 1982 | 1990 | 1999 | 2008 |
| ---- | ---- | ---- | ---- | ---- | ---- | ---- |
| 13   | 47   | 39   | 37   | 31   | 43   | 44   |

## Экономика
В 2007 году среди 19 человек в трудоспособном возрасте (15—64 лет) 14 были экономически активными, 5 — неактивными (показатель активности — 73,7 %, в 1999 году было 68,4 %). Из 14 активных работали 13 человек (9 мужчин и 4 женщины), безработной была 1 женщина. Среди 5 неактивных 3 человека были учениками или студентами, 1 — пенсионером, 1 был неактивным по другим причинам.